# 菊池栄一
菊池 栄一（きくち えいいち、1903年8月17日 - 1986年8月25日）は、日本のドイツ文学者。東京大学名誉教授。

## 経歴
1903年、秋田県生まれ。秋田中学を経て、東京帝国大学ドイツ文学科を卒業。卒業後は第一高等学校教授となった。
太平洋戦争後の1949年、東京大学教養学部教授に着任。1955～57年ハンブルク大学客員教授。1962年、『イタリアに於けるゲーテの世界』を提出して文学博士号を取得。1963年に東京大学を定年退官し、名誉教授となった。その後は日本大学教授として教鞭をとった。学界では、1980年より日本ゲーテ協会会長をつとめた。

## 受賞・栄典
- 1986年：公益財団法人ドイツ語学文学振興会より感謝状が贈呈された [1]。

## 著書
- 初等独逸文法 大学書林 1948
- ゲーテ物語 梧桐書院 1951、講談社学術文庫 1986
- ゲーテの世界 ウイルヘルム・マイステル研究 東京大学出版会 1953
- イタリアに於けるゲーテの世界 内田老鶴圃 1961、再訂版1978
- 唱和の世界 ゲーテ『西東詩集』理解のために 朝日出版社 1977
- 菊池栄一著作集 全4巻、同刊行会編、人文書院 1984  
  - 1 自然科学者としてのゲーテ
  - 2 唱和の世界
  - 3 イタリアにおけるゲーテの世界
  - 4 ゲーテ時代における文学と社会

## 翻訳
- 神の話 ライネル・マリア・リルケ 弘文堂書房 世界文庫 1940
  - 神さまの話 白水社 1953、角川文庫 1955
- 往復書簡　ゲーテとシルレル　櫻井書店 上巻[2] 1943、中巻 1948
- 色彩論 ゲーテ 岩波文庫 1952、復刊1997ほか
- 愛と死と祈り リルケ短篇集 白水社 1954、角川文庫 1956
- 評論集 ゲーテ全集11 人文書院 1961
- ゲーテ対話録 ビーダーマン編 全5巻 白水社 1963-70。訳者の一人
- 芸術作品のはじまり ハイデツガー選集12 理想社 1974

## 参考
- 菊池栄一著作集 年譜
- 菊池栄一教授還暦記念会編『ゲーテの比較文学的研究』 郁文堂 1964
- 「追悼 菊池栄一・氷上英広先生」東大比較文學會編『比較文學研究』51号 1987-04、pp. 131～172